# Olivier Brochard
Pour les articles homonymes, voir Brochard.
Olivier Brochard, né le 2 avril 1967 à Charleville-Mézières, est un footballeur français qui évolue au poste de défenseur.

## Biographie
Originaire de Champagne-Ardenne, Olivier Brochard a surtout évolué en Picardie, d'abord à Amiens (1984-1989), puis à Abbeville (1989-1990). Il sera surtout un défenseur important à Niort (1990-1997).

## Carrière
- 1983-1984 :  CS Sedan Ardennes (D2)
- 1984-1989 :  Amiens SC (D2 - D3 - D2 - D3 - D4)
- 1989-1990 :  SC Abbeville (D2)
- 1990-1997 :  Chamois Niortais FC (D2 - D3 - D2)
- 1997-1999 :  Tours FC (D3 - D4)[1].